# Републикански път III-1503
Републикански път IIІ-1503 е третокласен път, част от Републиканската пътна мрежа на България, преминаващ изцяло по територията на Врачанска област. Дължината му е 6,3 km.
Пътят се отклонява наляво при 54,4 km на Републикански път II-15 в най-западната част на село Крушовица и се насочва на запад, минава през село Софрониево, пресича река Огоста и в източната част на село Бутан се свързва с Републикански път III-101 при неговия 82,2 km.
| Пътища, отклоняващи се надясно (населено място, № на пътя, посока на пътя) | km  | Пътища, отклоняващи се наляво (посока на пътя, № на пътя, населено място) |
| -------------------------------------------------------------------------- | --- | ------------------------------------------------------------------------- |
| Община Мизия, II-15, 54,4 km, с. Крушовица ←                               | 0,0 | ← с. Крушовица, 54,4 km, II-15, Община Мизия                              |
| с. Софрониево                                                              | 3,6 | → с. Софрониево, общински път (за с. Ботево)                              |
| Община Козлодуй                                                            | 4,5 | Община Козлодуй                                                           |
| (до с. Гложене) III-101, 82,2 km, с. Бутан ←                               | 6,3 | ← с. Бутан, 82,2 km, III-101 (от гр. Враца)                               |